# Sistema Interamericano de Metrología
El Sistema Interamericano de Metrología (SIM) es una organización regional que nuclea a Institutos Nacionales de Metrología de América y tiene la finalidad de promover la cooperación interamericana en metrología para asegurar la trazabilidad al Sistema Internacional de Unidades en cada uno de los países miembros. Su sede actual reside en la ciudad de Montevideo, Uruguay.
Es una de las seis organizaciones regionales de metrología que existen en el mundo, junto con: 
¨
- APMP (Asia Pacific Metrology Programme)

- COOMET (Cooperation in Metrology among the Central European countries)

- AFRIMETS  (Intra-Africa Metrology System")

- EURAMET (European Association of National Metrology Institutes)

- GULFMET (Gulf Association for Metrology)

Representantes de estas organizaciones regionales se reúnen en el Joint Committee of the Regional Metrology Organizations and the BIPM (JCRB) para gestionar en forma conjunta lo que se conoce como Acuerdo de Reconocimiento Mutuo en las mediciones (CIPM MRA), a través del cual los países firmantes del mismo reconocen las mediciones realizadas en otros países firmantes luego de seguir un procedimiento establecido de común acuerdo.
En el SIM participan los Institutos Nacionales de Metrología de los países de América, organizados en cinco subregiones:
- ANDIMET (Países andinos:  Bolivia,  Colombia,  Ecuador,  Perú y  Venezuela)
- CAMET (Centroamérica:  Belice,  Costa Rica,  El Salvador,  Guatemala,  Honduras,  Nicaragua y  Panamá)
- CARIMET (Caribe:  Antigua y Barbuda,  Bahamas,  Barbados,  Dominica,  Granada,  Guyana,  Jamaica,  Haití,  República Dominicana,  San Cristóbal y Nieves,  San Vicente y las Granadinas,  Santa Lucía,  Surinam y  Trinidad y Tobago)
- NORAMET (Norteamérica:  Canadá,  Estados Unidos y  México)
- SURAMET (Sudamérica:  Argentina,  Brasil,  Chile,  Paraguay y  Uruguay)

Además Physikalisch-Technische Bundesanstalt de  Alemania es Miembro Asociado.